# Nestroy-Theaterpreis/Beste Bundesländer-Aufführung
Seit 2011 wird beim Nestroy-Theaterpreis die Beste Bundesländer-Aufführung ausgezeichnet. Die Kategorie wurde eingeführt, um der Dominanz der Wiener Theaterhäuser bei den vorangegangenen Verleihungen entgegenzuwirken.

## Preisträger
| Jahr | Aufführung                         | Autor                                       | Regie                             | Ort der Aufführung                                                       | Weitere Nominierte |  |
| ---- | ---------------------------------- | ------------------------------------------- | --------------------------------- | ------------------------------------------------------------------------ | --- |  |
| 2011 | Amerika                            | Franz Kafka                                 | Bernd Liepold-Mosser              | Stadttheater Klagenfurt                                                  | - Das Maß der Dinge von Neil LaBute – Inszenierung: Alexandra Liedtke – Salzburger Landestheater - Der Meister und Margarita von Michail Bulgakow – Inszenierung: Viktor Bodó – Schauspielhaus Graz                    |  |
| 2012 | Geister in Princeton               | Daniel Kehlmann                             | Anna Badora                       | Schauspielhaus Graz                                                      | - Die letzten Tage der Menschlichkeit nach Karl Kraus – Inszenierung: Zeno Stanek – Herrenseetheater Litschau - Einsame Menschen von Gerhart Hauptmann – Inszenierung: Janusz Kica – Landestheater Niederösterreich    |  |
| 2013 | Hakoah Wien                        | Yael Ronen und Ensemble                     | Yael Ronen                        | Schauspielhaus Graz                                                      | - Mamma Medea von Tom Lanoye – Inszenierung: Philipp Hauß – Landestheater Niederösterreich - Wir verkaufen immer von Robert Woelfl – Inszenierung: Ute Liepold – Theater Wolkenflug am Landesmuseum Kärnten            |  |
| 2014 | Höllenangst                        | Johann Nestroy                              | Susanne Lietzow                   | Theater Phönix                                                           | - Meine Mutter Kleopatra von Attila Bartis – Inszenierung: Róbert Alföldi – Landestheater Niederösterreich - Weh dem, der lügt von Franz Grillparzer – Inszenierung: Alexander Charim – Landestheater Niederösterreich |  |
| 2015 | Anna Karenina                      | Armin Petras nach dem Roman von Leo Tolstoi | Susanne Schmelcher                | Tiroler Landestheater Innsbruck                                          | - Das Missverständnis von Albert Camus – Inszenierung: Nikolaus Habjan – Schauspielhaus Graz - Der Sturm von William Shakespeare – Inszenierung: Susanne Lietzow – Theater Phönix                                      |  |
| 2016 | Lichter der Vorstadt               | Aki Kaurismäki                              | Alexander Charim                  | Landestheater Niederösterreich                                           | - Kasimir und Karoline – Inszenierung: Dominic Friedel – Schauspielhaus Graz - Lavant! – Bernd Liepold-Mosser und Ute Liepold – Stadttheater Klagenfurt                                                                |  |
| 2017 | Der Auftrag/Dantons Tod            |                                             | Jan-Christoph Gockel              | Schauspielhaus Graz                                                      | - Ein Sommernachtstraum oder Badewannengriffe im Preisvergleich – Inszenierung: Kurt Palm – Theater Phönix - Maria Stuart – Inszenierung: Stephanie Mohr – Stadttheater Klagenfurt                                     |  |
| 2018 | Iwanow                             | Anton Pawlowitsch Tschechow                 | Mateja Koležnik                   | Stadttheater Klagenfurt in Koproduktion mit den Vereinigten Bühnen Bozen | - Böhm – Inszenierung: Nikolaus Habjan – Schauspielhaus Graz - Srebrenica – Inszenierung und Theaterfassung: Peter Arp – Schauspielhaus Salzburg in Koproduktion mit Bauern helfen Bauern                              |  |
| 2019 | Die Revolution frisst ihre Kinder! |                                             | Jan-Christoph Gockel und Ensemble | Kooperation Schauspielhaus Graz, Africolognefestival                     | - Kasimir und Karoline – Inszenierung Susanne Lietzow – Landestheater Linz - Vor Sonnenaufgang (Ewald Palmetshofer nach Gerhart Hauptmann) – Inszenierung Georg Schmiedleitner – Stadttheater Klagenfurt               |  |
| 2020 | Hamlet                             | William Shakespeare                         | Rikki Henry                       | Landestheater Niederösterreich                                           | - Cold Songs: Rom – Inszenierung Agnes Kitzler, Johannes Lepper, Catharina May – Vorarlberger Landestheater - Die Physiker – Inszenierung Claudia Bossard – Schauspielhaus Graz                                        |  |
| 2021 | dritte republik (eine vermessung)  | Thomas Köck                                 | Anita Vulesica                    | Schauspielhaus Graz                                                      | - #Ersthelfer #Firstaid – Inszenierung Nuran David Calis – Salzburger Landestheater - Der zerbrochne Krug – Inszenierung Bérénice Hebenstreit – Landestheater Linz                                                     |  |
| 2022 | Garland                            |                                             | Anita Vulesica                    | Schauspielhaus Graz                                                      | - Die Abenteuer des braven Soldaten Schwejk – Inszenierung Matthias Rippert – Landestheater Linz - Grufttheater: Weissagung – Inszenierung Joachim Gottfried Goller – Tiroler Landestheater                            |  |
| 2023 | Bunbury. Ernst sein is everything! |                                             | Claudia Bossard                   | Schauspielhaus Graz                                                      | - Schnee Weiß (Die Erfindung der alten Leier) – Inszenierung Katrin Plötner – Landestheater Linz - Schnee Weiß (Die Erfindung der alten Leier) – Inszenierung Joachim Gottfried Goller – Tiroler Landestheater         |  |
| 2024 | Von einem Frauenzimmer             |                                             | Anne Lenk                         | Schauspielhaus Graz                                                      | - Freiheit in Krähwinkel – Inszenierung Moritz Franz Beichl – Tiroler Landestheater - Tom auf dem Lande – Inszenierung Sara Ostertag – Landestheater Linz                                                              |  |

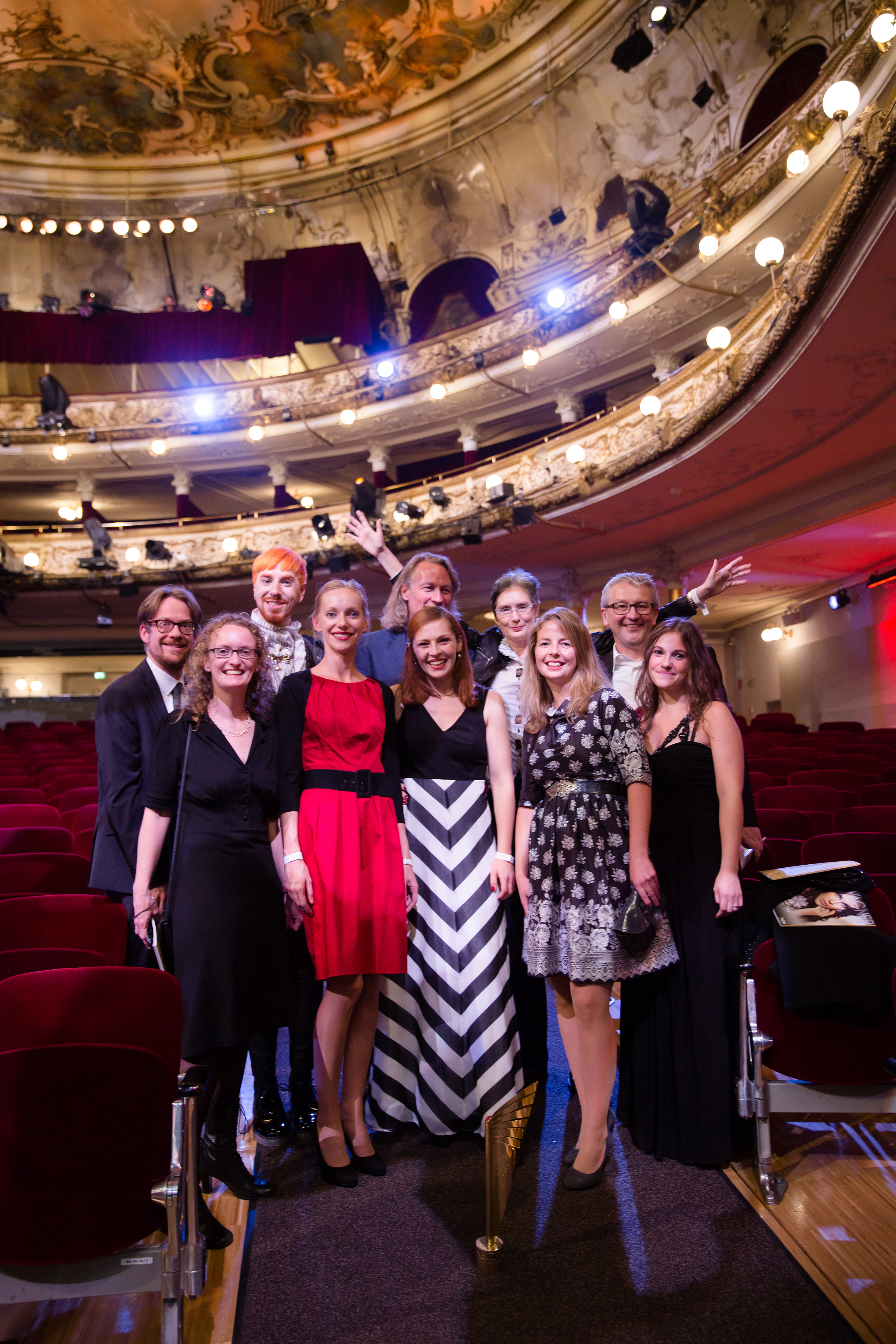
Landestheater Innsbruck: Ensemble, Regie & Co. von Anna Karenina (Nestroy-Theaterpreis 2015)

| Am häufigsten honoriertes Theater           | Schauspielhaus Graz (8 Auszeichnungen) |
| Am häufigsten nominiertes Theater           | Schauspielhaus Graz (13 Nominierungen) |
| Am häufigsten nominiertes Theater ohne Sieg | Landestheater Linz (5 Nominierungen)   |